# Уильям ле Мешен
Уильям ле Мешен (англ. William le Meschin) или Уильям Фиц-Ранульф (англ. William FitzRanulf; ум. между 1130 и 1135) — англо-нормандский аристократ и рыцарь, феодальный барон Эгремонт, феодальный барон Скиптон (по праву жены), сын Ранульфа де Бриксара, виконта Бессена (Байё) от брака с Маргаритой (Матильдой) д’Авранш, младший брат Ранульфа ле Мешена, 3-го графа Честера, участник Первого крестового похода.

## Биография
Уильям был одним из младших сыновей Ранульфа де Бриксара, виконта Бессена, от брака с Маргаритой (Матильдой) д’Авранш, дочерью Ричарда де Гоза, виконта Авранша, его дядя по матери, Гуго д’Авранш, 1-й граф Честер, был одним из крупнейших магнатов в Англии. Кроме того, семья Уильяма находилась в близком родстве с королём Англии Вильгельмом I Завоевателем. У Уильяма было двое старших братьев. Из них Ричард умер рано, а Ранульф ле Мешен в будущем унаследовал владения Авраншей, а также титул графа Честера.
В 1097 году Уильям отправился в Первый крестовый поход. Ордерик Виталий сообщает, что Уильям принимал участие в осаде Никеи.
Как и его старший брат, Ранульф, Уильям получил от короля владения в северной Англии. Вначале ему вместе с братом был передан Гисленд, чтобы защищать Карлайл, однако из-за нападений шотландцев удержать эти владения Уильям не смог.
В качестве компенсации за потерю Гисленда король Англии Генрих I передал Уильяму земли вокруг Олердейла в Камберленде с центром в Эгремонте, получившая название баронии Эгремонт. Благодаря браку с Сесили Рюмильи, дочерью и наследницей Роберта де Рюмильи (Ромельи), Уильям получил Скиптон в Крейвене (Западный Йоркшир). Ещё Уильям получил два выморочных манора в Лестершире, ранее принадлежавшие Роджеру де Бюсли. Кроме того, согласно «Книге Страшного суда», Уильям владел и некоторыми другими поместьями в Лестершире. Также его брат Ранульф отдал Уильяму в аренду некоторые свои владения в Линкольншире и Чешире. В итоге у Уильяма оказались значительные владения в Северной Англии.
На реке Эхен Уильям построил каменный замок Эгремонт. Вместе с женой он между 1120 и 1121 годами основал августинский монастырь Эмбсей, который позже был переведён в Болтонское аббатство. К. Легг утверждает, что основной причиной, побудившей Уильяма основать монастырь, было его желание поддержать орден Августинцев, которому покровительствовал король Генрих I, в то время как мотивы его жены были скорее религиозными, ибо она была близка с архиепископом Йорка Турстаном. Также после 1120 года Уильям основал в Камберленде монастырь Св. Биса, позже ставшим дочерним от аббатства Св. Марии в Йорке. Также имя Уильяма стоит на нескольких хартиях о пожертвовании монастырям Ветерхол (в Камберленде), Св. Вербурги (в Честере) и Св. Биса.

## Наследство
Уильям оставался тесно связан со своим братом Ранульфом до его смерти, пережив его на несколько лет. Уильям умер между 1130 и 1135 годами, его вдова вышла замуж вторично и умерла в 1151 году.
От брака с Сесили у Уильяма было 2 сына и 3 дочери. Ему наследовал сын Ранульф, имя которого стоит в хартии о пожертвовании, датированной между 1105 и 1120 годами. Он умер вскоре после отца, не оставив детей. Другой сын упоминается как «Мэтью де Рюмильи» в хартии императрицы Матильды, датированной 1141/1142 годом. Детей он также не оставил. В результате владения Уильяма были разделены между потомками его трёх дочерей. Коупленд и Скиптон перешли сначала к Уильяму Фиц-Дункану, муже Элис де Рюмильи, а потом к мужу его дочери, графу Вильгельму Омальскому. Другую часть владений унаследовали потомки Эвис — семейство Курси. И меньшая часть владений перешла к Мортимерам — потомкам Матильды.

## Брак и дети
Жена: Сесили де Рюмильи (ум. в 1151), дочь и наследница Роберта де Рюмильи (Ромельи) из Скиптона. Дети:
- Ранульф ле Мешен (ум. ок. 1135/1140)[1];
- Мэтью де Рюмильи (ум. после 1141/1142)[1];
- Элис де Рюмильи, баронесса Скиптон; 1-й муж: Уильям Фиц-Дункан (1091/1094 — 1153/1154), мормэр Морея; 2-й муж: Александр Фиц-Джелальд (ум. 1178)[1];
- Матильда (Мод) ле Мешен (ум. после 1189); 1-й муж: Филипп де Бельме из Тонга (ум. после мая 1145); 2-й муж: с ок. 1150 Гуго II де Мортимер (ум. ок. 1180), барон Вигмор[1];
- Эвис ле Мешен (ум. ок. 1179); 1-й муж: Уильям де Курси[англ.] (ум. до 1130), барон Стогерси; 2-й муж: Уильям Пейнел из Дракса[англ.] (ум. ок. 1147); 3-й муж: ранее 1153 Уолтер де Перси[1].

После смерти мужа Сесили де Рюмильи вышла замуж вторично, её мужем стал Генри де Трейси из Бернстейпла (ум. ок. 1164/1165).

## Комментарии
1. ↑  Бабушка Уильяма, Алиса Нормандская, была незаконнорожденной дочерью герцога Нормандии Ричарда III[1].
2. ↑  Иногда её называют баронией Коупленд[5].